# ケイト・サマースケイル
ケイト・サマースケイル (英語: Kate Summerscale、1965年9月2日 - )はイングランドの作家・ジャーナリストである。

## 生い立ち
サマースケイルは日本、イングランド、チリで育った。デイルズ・スクールに通った後(1978–1983)、オックスフォード大学で二科目優等生となり、スタンフォード大学でジャーナリズムの修士号を取得した。ロンドン在住である。
1995年から1996年まで、『インデペンデント』と『デイリー・テレグラフ』で働き、訃報の編集を担当していた。その後、『インデペンデント』で日曜のレビューの編者をつとめ、1999年には『デイリー・テレグラフ』の文芸エディターになった。2005年、執筆に専念するためこの職を辞した。

## 作品
サマースケイルの著書『ネヴァーランドの女王』(The Queen of Whale Cay)は「世界最速の女性」ことジョー・カーステアズに関する作品で、ベストセラーとなり、1997年のウィットブレッド賞伝記部門候補、1998年のサマセット・モーム賞受賞作となった。
また、『最初の刑事――ウィッチャー警部とロード・ヒル・ハウス殺人事件』(The Suspicions of Mr Whicher or The Murder at Road Hill House)は、コンスタンス・ケントによる実際の殺人事件と、ジャック・ウィッチャーによる捜査を描いたもので、2008年にサミュエル・ジョンソン・ノンフィクション賞を受賞した。ウィッチャーに関するこの本は2011年から2014年までITVで放送されたパディ・コンシダイン主演、ヘレン・エドマンドソン脚本によるドラマシリーズThe Suspicions of Mr Whicherの原作となった。第三作Mrs Robinson's Disgrace: The Private Diary of a Victorian Ladyは1858年に起こった有名な離婚裁判を扱ったものであり、『サンデー・タイムズ』のベストセラーとなった。第四作The Wicked Boy: The Mystery of a Victorian Child Murdererもやはり19世紀の殺人事件を扱っており、2017年にエドガー賞犯罪実話部門で賞を獲得した。
2001年のブッカー賞をはじめとして、文学賞の審査員も務めている。

## 受賞
- 1997 ウィットブレッド賞伝記部門候補(『ネヴァーランドの女王』)[10]
- 1998 サマセット・モーム賞受賞(『ネヴァーランドの女王』)[10]
- 2008 サミュエル・ジョンソン賞受賞(『最初の刑事――ウィッチャー警部とロード・ヒル・ハウス殺人事件』)[10]
- 2009 アンソニー賞評論 / ノンフィクション部門候補 (『最初の刑事――ウィッチャー警部とロード・ヒル・ハウス殺人事件』)[11]
- 2010 王立文学協会フェロー[12]
- 2017 エドガー賞犯罪実話部門賞受賞(The Wicked Boy: The Mystery of a Victorian Child Murderer)[5]

## 邦訳作品
- 『ネヴァーランドの女王』金子宣子訳、新潮社（新潮クレスト・ブックス）1999.4

- 『最初の刑事――ウィッチャー警部とロード・ヒル・ハウス殺人事件』日暮雅通訳、早川書房、2011.5 / ハヤカワ・ノンフィクション文庫、2016.3

## 著作
- The Queen of Whale Cay (Fourth Estate, 1997).
- The Suspicions of Mr Whicher or The Murder at Road Hill House (Bloomsbury, 2008).
- Mrs Robinson's Disgrace: The Private Diary of a Victorian Lady (Bloomsbury, 2012).
- The Wicked Boy: The Mystery of a Victorian Child Murderer (29 Apr 2016)